# Microlepia nepalensis
Microlepia nepalensis là một loài thực vật có mạch trong họ Dennstaedtiaceae. Loài này được Fraser-Jenk., Kandel & Pariyar công bố hợp lệ năm 2015.